# 郭東藩
郭東藩（1524年—？），字鎮夫，號两峯，山東兖州府金鄉縣人，民籍，明朝政治人物。

## 生平
嘉靖二十五年丙午科山東鄉試第五十六名舉人。嘉靖二十六年（1547年）中式丁未科會試第二百九名，登第三甲第八十七名進士。吏部觀政，授山西闻喜知县，升户部主事，改礼部主事，内阁制敕房办事主事，歷升员外郎、郎中，出为陕西参议、副使。

## 家族
曾祖郭清；祖父郭文；父郭囊，母黃氏。弟郭東井。子郭金城。